# Baron Norrie

Wappen der Barone Norrie

Baron Norrie, of Wellington in the Dominion of New Zealand and of Hawkesbury Upton in the County of Gloucester, ist ein erblicher britischer Adelstitel in der Peerage of the United Kingdom.
Der Titel wurde am 22. August 1957 für Sir Charles Willoughby Norrie geschaffen, anlässlich seines Ausscheidens aus dem Amt des Generalgouverneurs von Neuseeland.

## Liste der Barone Norrie (1957)
- Willoughby Norrie, 1. Baron Norrie (1893–1977)
- George Norrie, 2. Baron Norrie (* 1936)

Titelerbe (Heir Apparent) ist der Sohn des aktuellen Titelinhabers, Hon. Mark Norrie (* 1972).